# International Biosciences
International Biosciences (IBDNA), este o companie din Marea Britanie, având ca domeniu principal de activitate realizarea și comercializarea de teste ADN. Compania are sediul central în Brighton, East Sussex. Compania oferă o gamă largă de teste ADN, inclusiv testul prenatal Natera Panorama precum și testul de infidelitate, testarea gradului de rudenie și testul privind predispoziția genetică. Biosciences International operează la nivel global și are operațiuni în Irlanda, Franța, Germania, Spania, Italia, Canada și India.

## Istorie
Fondată în 2005, compania a fost subiectul criticilor în iulie 2009, când a lansat vânzarea cu amănuntul a testelor de paternitate farmaciile din Regatul Unit, fiind prima companie care a oferit kituri de testare ADN pentru publicul larg.  Daily Mail   a afirmat că testele ar putea duce la ruperea familiilor și ar avea ca rezultat final un număr mare de copii nefericiți [6]. În același timp, Josephine Quintavalle, într-un comentariu despre etica de reproducere, a afirmat că este profund îngrijorată de ușurința cu care pot fi interpretate aceste produse. Inițiativa de vânzare a fost foarte similară cu cea folosită cu succes în Statele Unite ale Americii de către Identigene, LLC o filială a Sorenson Geonomics, LLC.  Compania a apărut din nou pe marile ecrane ale publicului larg, în anul 2010, când un cuplu s-a reunit după 23 de ani, după ce femeia i-a cerut fostului partener să facă un test de paternitate, astfel descoperind că cei doi aveau un copil împreună .